# 云取山

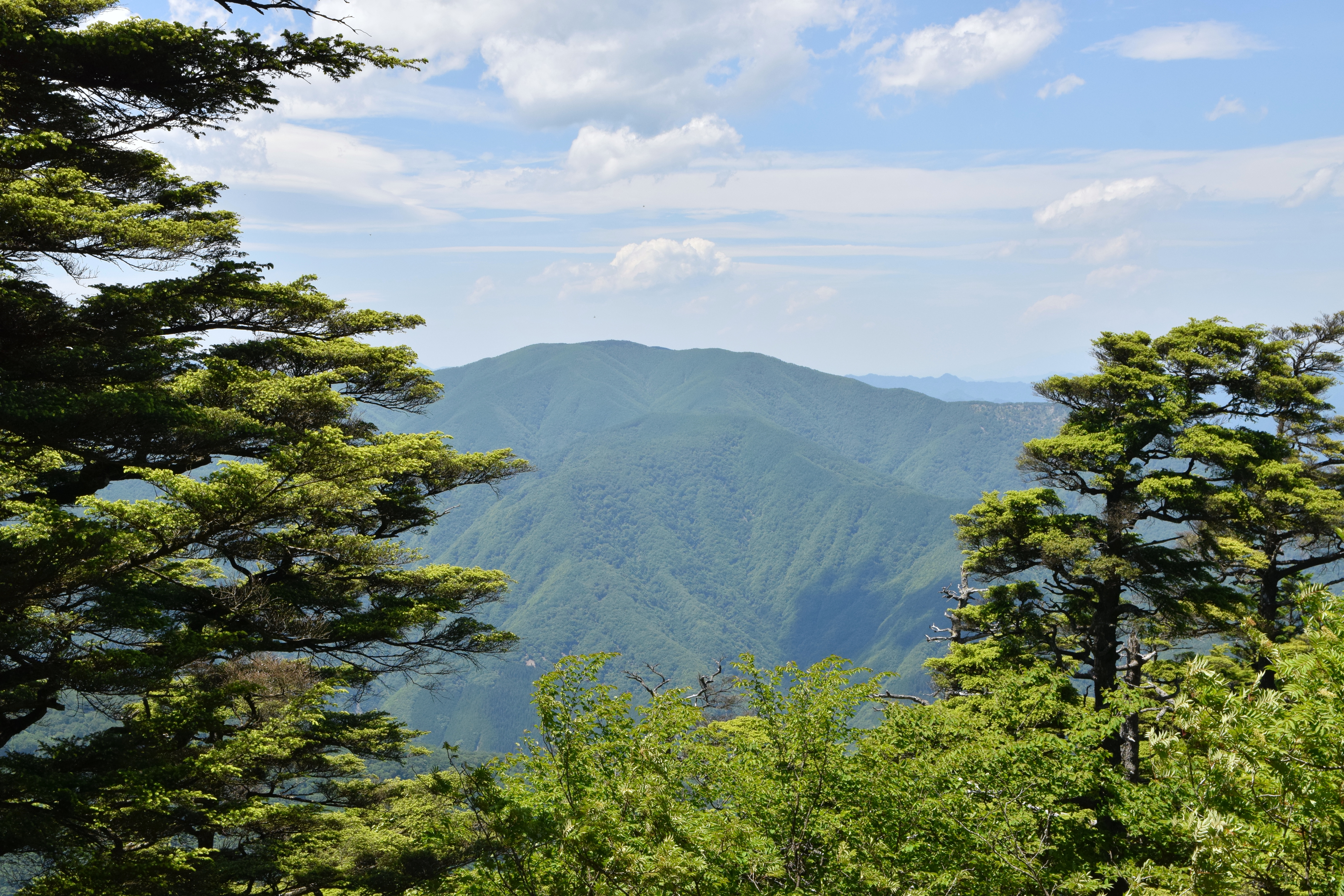
雲取山的周邊景色

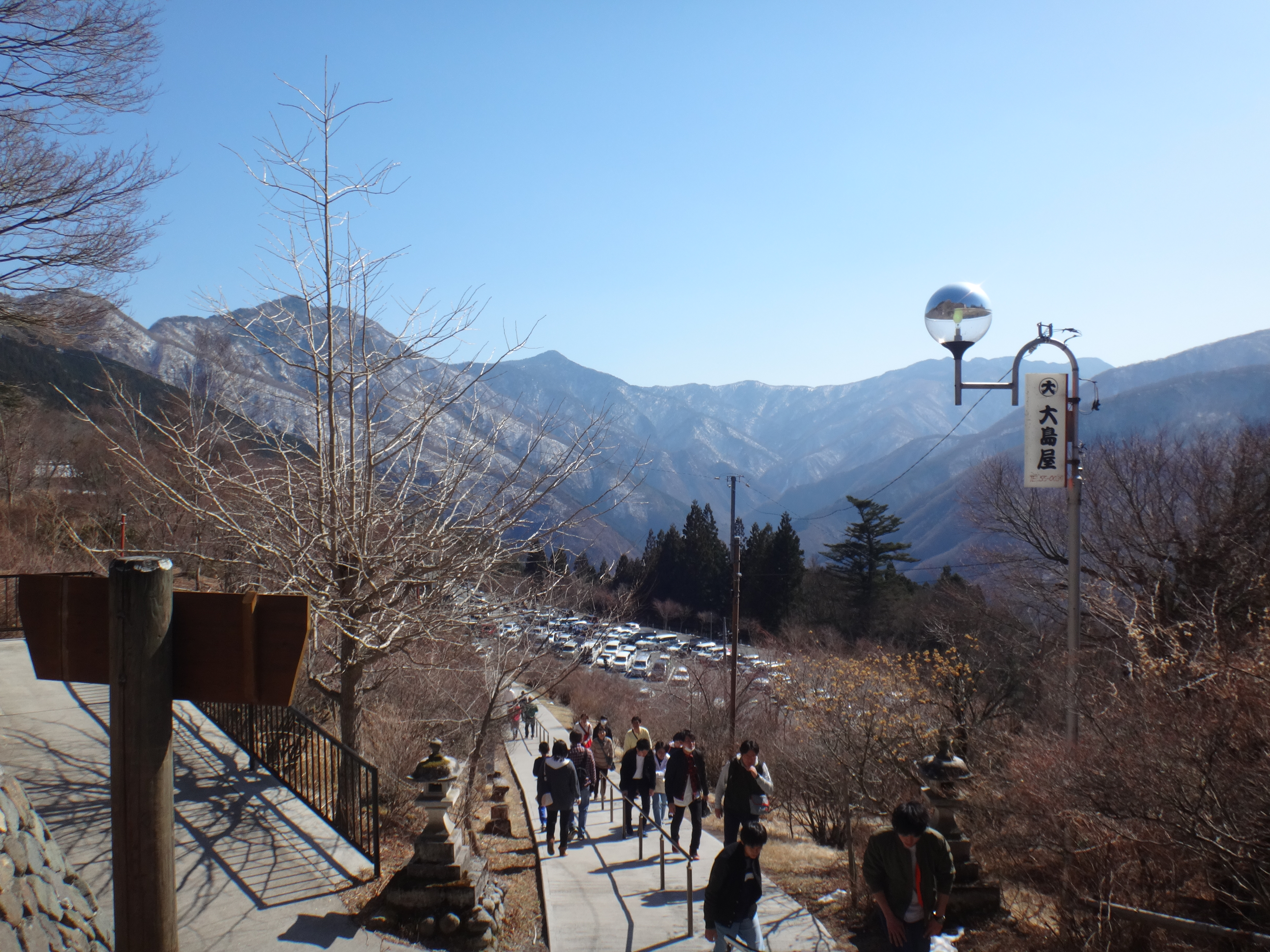
三峯神社眺望霧藻峰、白岩山和雲取山

云取山（日语：／）是日本东京都、埼玉县、山梨县交界处的一座山峰，标高2,017米。云取山位于东京都最西面，是东京都最高峰，也是東京都唯一超過2000公尺的山岳
。現為日本百名山之一，山顶设置有一等三角点。

## 概要
為秩父多摩甲斐國立公園的代表山岳、日本百名山之一。位于东京都最西面，是东京都最高峰。山顶设置有一等三角点。視野良好，可遠眺富士山、南阿爾卑斯、關東平野等。與妙法岳、白岩山同為三峰山三山之一。山頂西北方為埼玉縣，西南方屬山梨縣。

### 水源林
1901年（明治34年），東京府東京市（現在的東京都）为了确保水源向山梨县购买多摩川的源头山林4万8千公顷。
大正末期至昭和6年（1931年）在雲取山周邊稜線种植了很多落叶松。
现在东京都和山梨县的山林由東京都水道局管轄。

## 登山
云取山在奥多摩和奥秩父深处，当日来回登山比较困难。
- 山梨縣丹波山村出發（從奧多摩站搭乘巴士）[5]
  - 鴨澤巴士站〜小袖乘越〜七石山（日语：七ツ石山）〜雲取山。上山5小時30分、下山3小時30分[6]。小袖乘越有停車場。
  - 御祭巴士站〜後山林道〜三條之湯（日语：三条の湯）〜雲取山。上山6小時30分、下山5小時[6]。周六日上午巴士一班。行程有一半在後山林道。後山林道有三條之湯的接駁車行駛[7]。從三條之湯上山3小時、下山2小時15分。
- 東京都奥多摩町出發（從奧多摩站搭乘巴士）[8]
  - 東日原巴士站〜日原林道（日语：日原林道）〜雲取山。上山6小時55分、下山5小時25分[6]。有2小時以上在林道內。
  - 東日原巴士站〜鷹之巢山〜七石山〜雲取山。上山7小時5分、下山5小時25分[6]。
  - 峰谷巴士站〜赤指尾根〜七石山〜雲取山。上山5小時45分、下山4小時5分[6]。周六日上午巴士一班。
  - 峰谷巴士站〜鷹之巢山（日语：鷹ノ巣山 (東京都)）〜七石山〜雲取山。上山6小時5分、下山4小時35分[6]。周六日上午巴士一班。
  - 石尾根（日语：石尾根）：奧多摩站〜六石山（日语：六ツ石山）〜鷹之巢〜七石山〜雲取山。上山10小時15分、下山8小時[6]。
- 埼玉縣秩父市出發（從西武秩父站、三峰口站搭乘巴士）
  - 三峯神社巴士站〜霧藻峰（日语：霧藻ヶ峰）〜白岩山（日语：白岩山 (埼玉県)）〜芋木尖峰（日语：芋木ノドッケ）〜雲取山。上山5小時20分、下山4小時25分[9]。
  - 大陽寺入口巴士站〜大陽寺〜白岩山〜芋木尖峰〜雲取山。
- 縱走路線
  - 奧秩父主脈縱走路的縱走路線
  - 長澤背稜（日语：長沢背稜）縱走路線

### 山小屋
| 山小屋 | 名稱           | 所在地       | 收容 人數 | 露營 指定地 | 水場 | 營業 | 備註                  | 來源   |
| ------ | -------------- | ------------ | --------- | ----------- | ---- | ---- | --------------------- | ------ |
|        | 雲取山莊       | 山頂北側     | 200人     | 帳篷50張    | 有   | 全年 |                       | [ 10 ] |
|        | 三條之湯       | 後山林道終點 | 80人      | 帳篷15張    | 有   | 全年 | 有接駁車              | [ 11 ] |
|        | 雲取山避難小屋 | 山頂         | 約20人    | 無          | 無   | 全年 | 避難小屋 為交通困難地 |        |
|        | 七石小屋       | 七石山       | 15人      | 帳篷10張    | 有   | 全年 | 自炊                  | [ 12 ] |
|        | 霧藻峰休憩所   | 霧藻峰       | 10人      | 無          | 無   | 全年 | 週六日                | 自炊   |

過去山頂南側有奧多摩小屋，已於平成31年3月31日關閉。

## 周邊山岳
| 山容 | 名稱     | 標高 （m） | 三角點 等級 | 與雲取山的 距離（km） | 備註   |
| ---- | -------- | ---------- | ----------- | --------------------- | ------ |
|      | 七石山   | 1757.30    | 三等        |                       | 石尾根 |
|      | 飛龍山   | 2,077      | 三等        |                       |        |
|      | 芋木尖峰 | 1,946      | 無          |                       |        |
|      | 白岩山   | 1,921.24   | 三等        |                       |        |

## 相關圖片

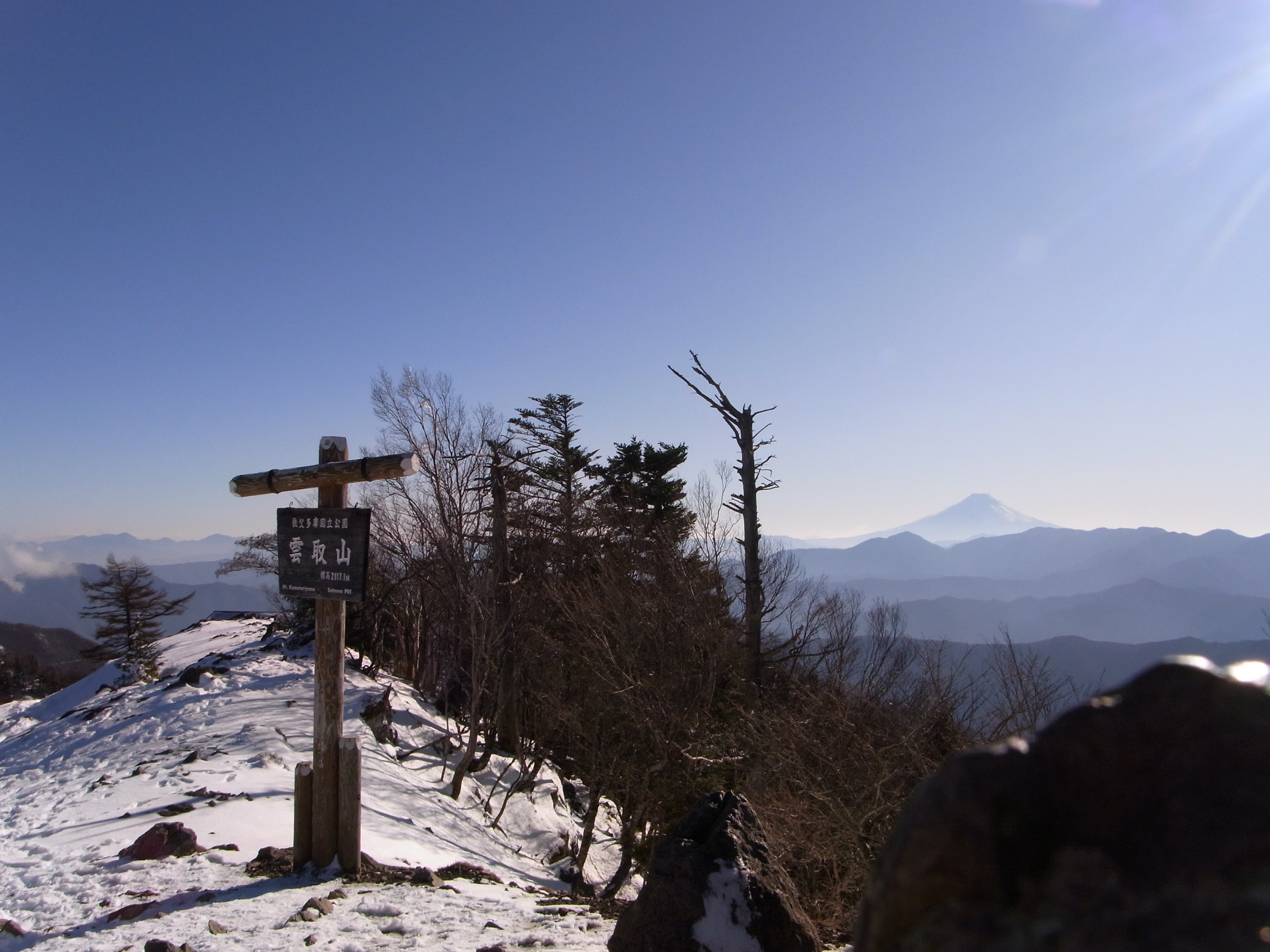
山顶和富士山
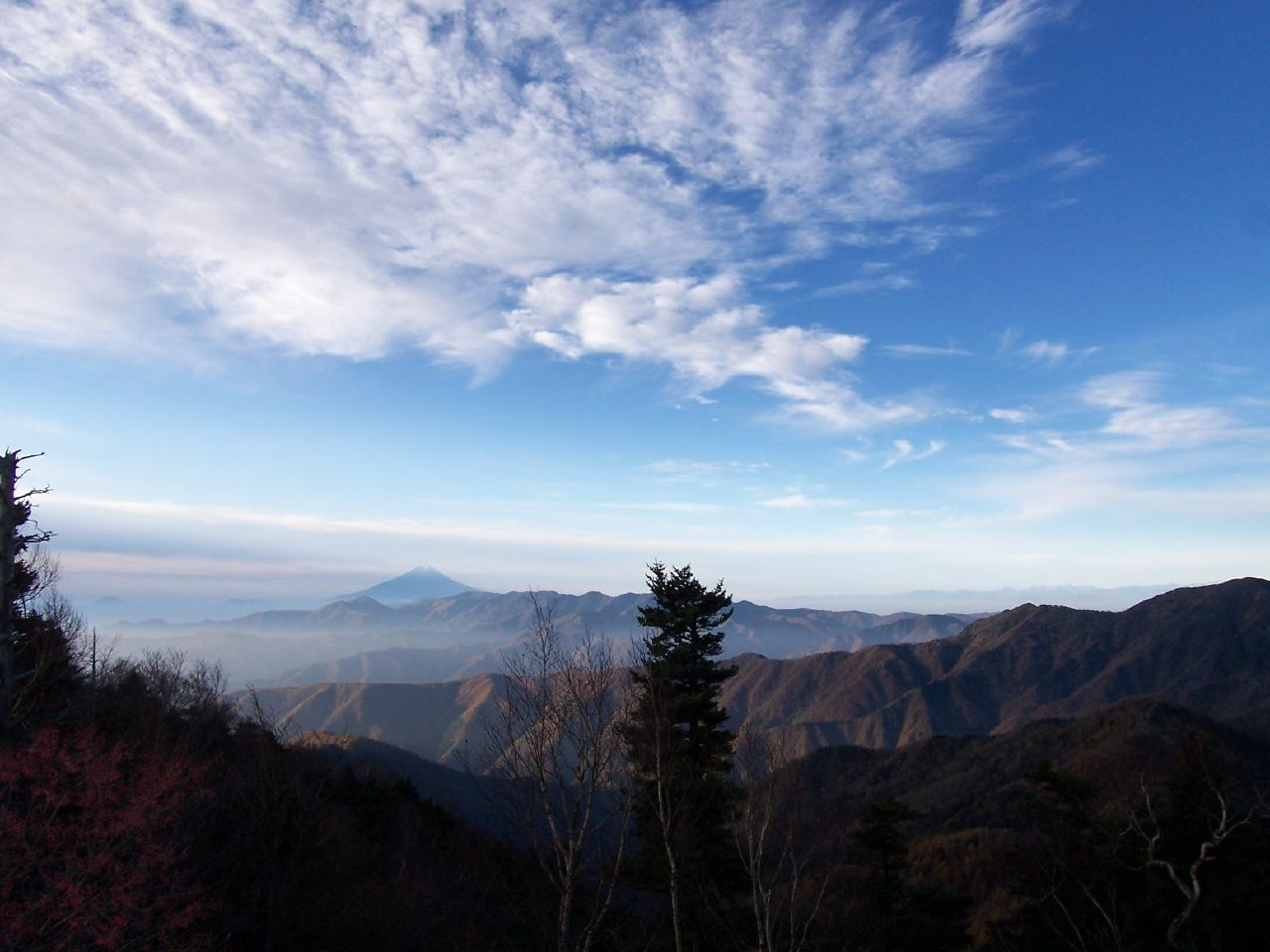
从山顶眺望富士山
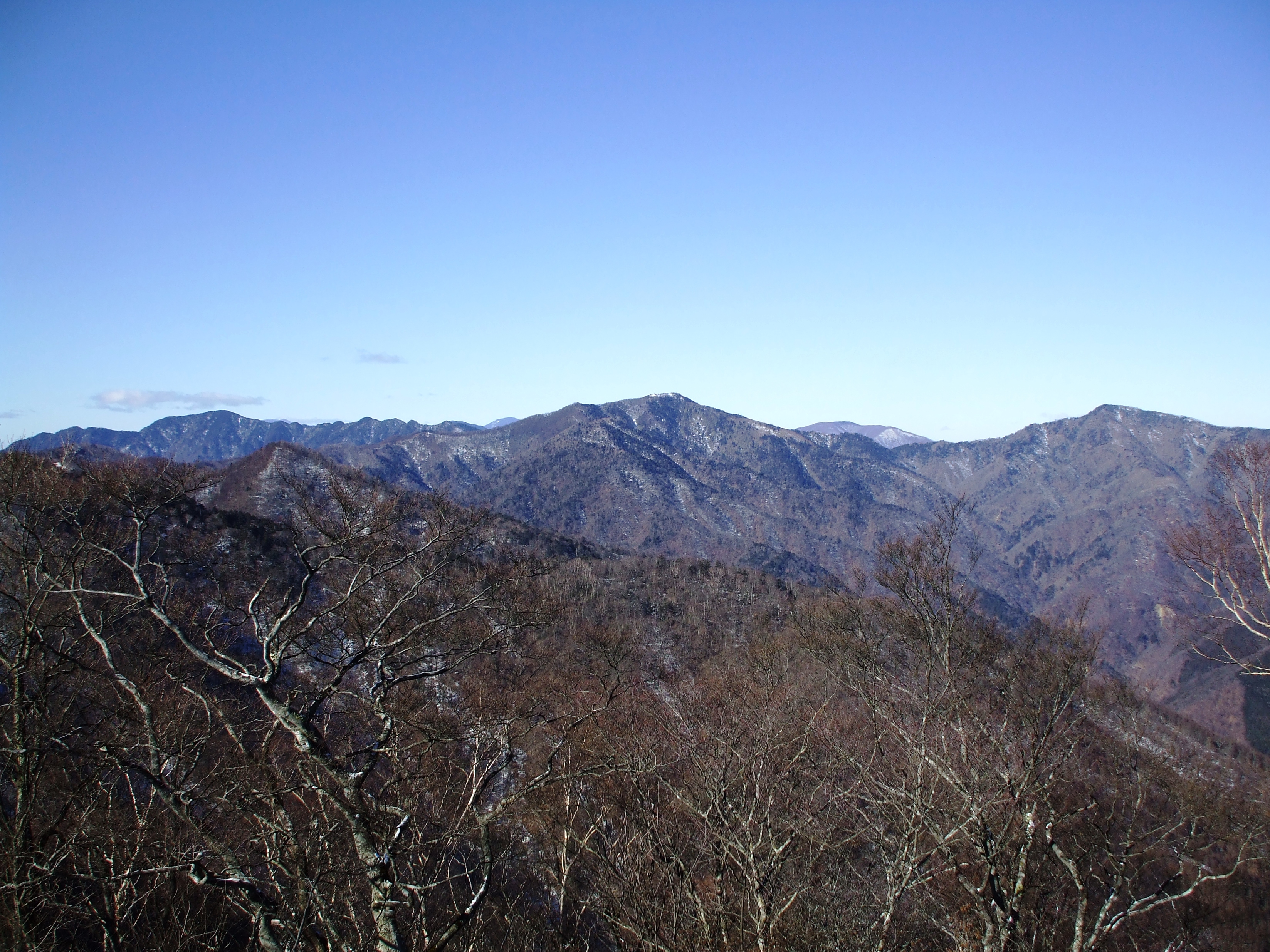
从鷹巢山（日语：鷹ノ巣山 (東京都)）眺望云取山
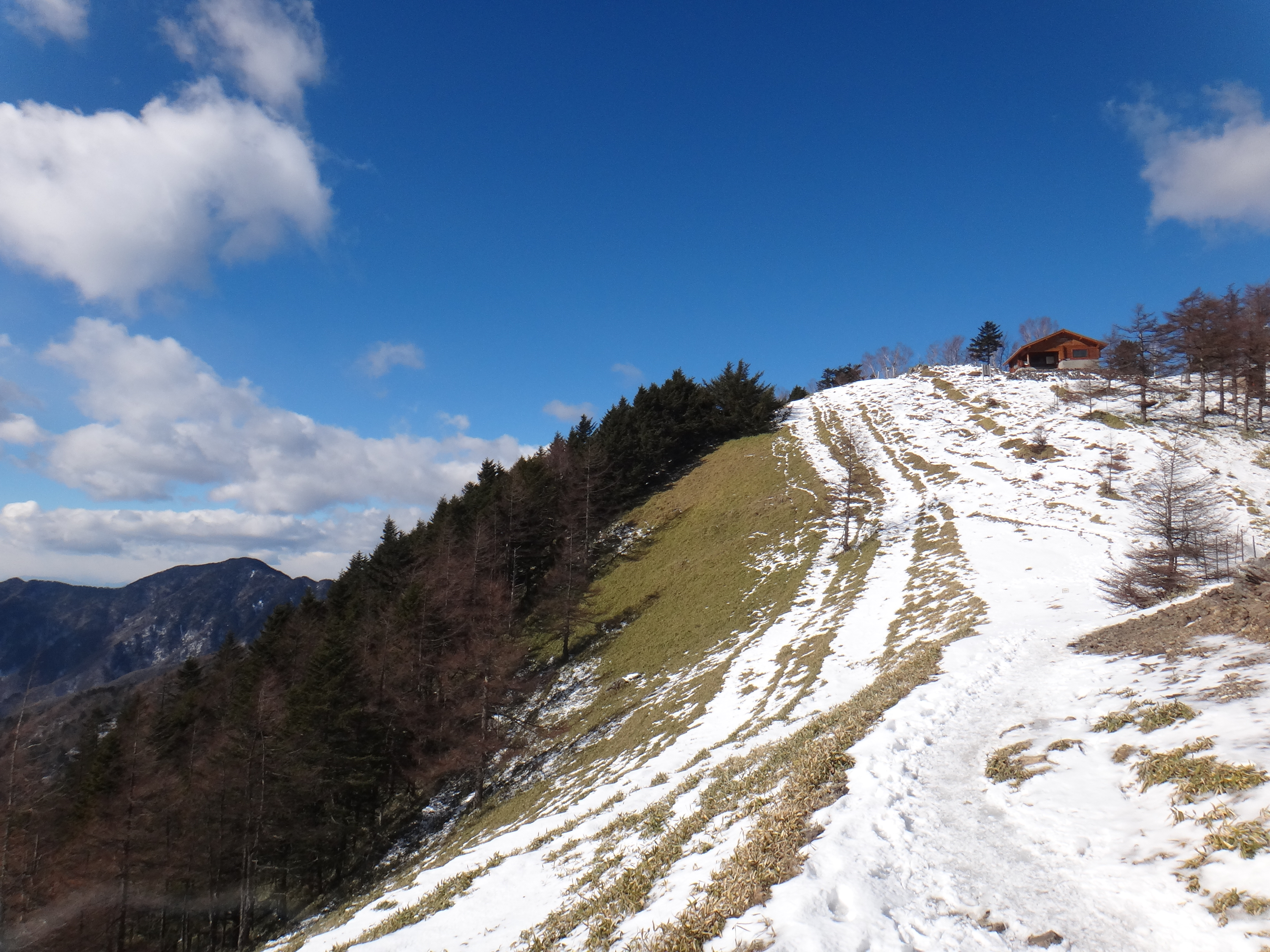
積雪期的雲取山
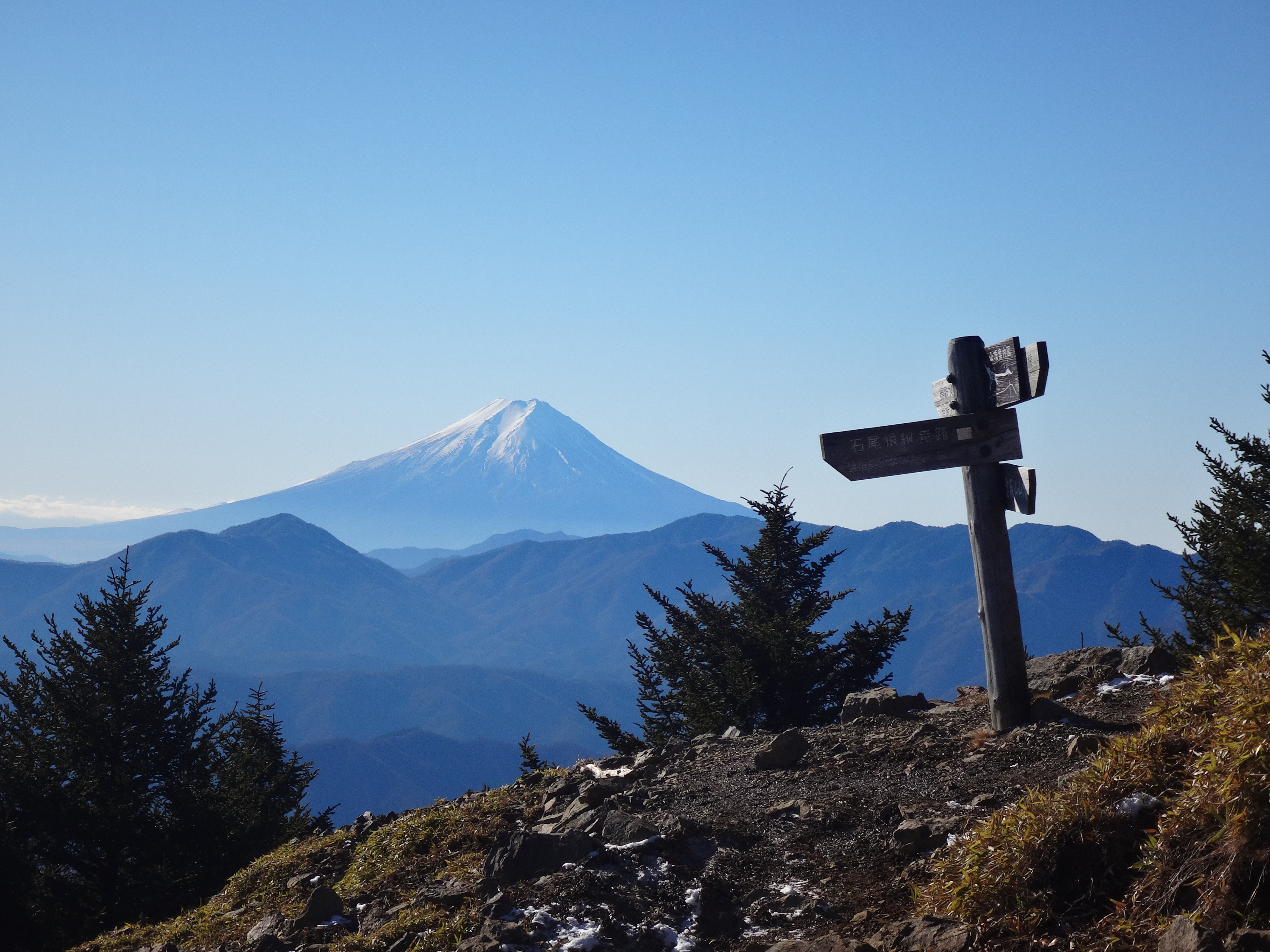
雲取山山頂眺望富士山
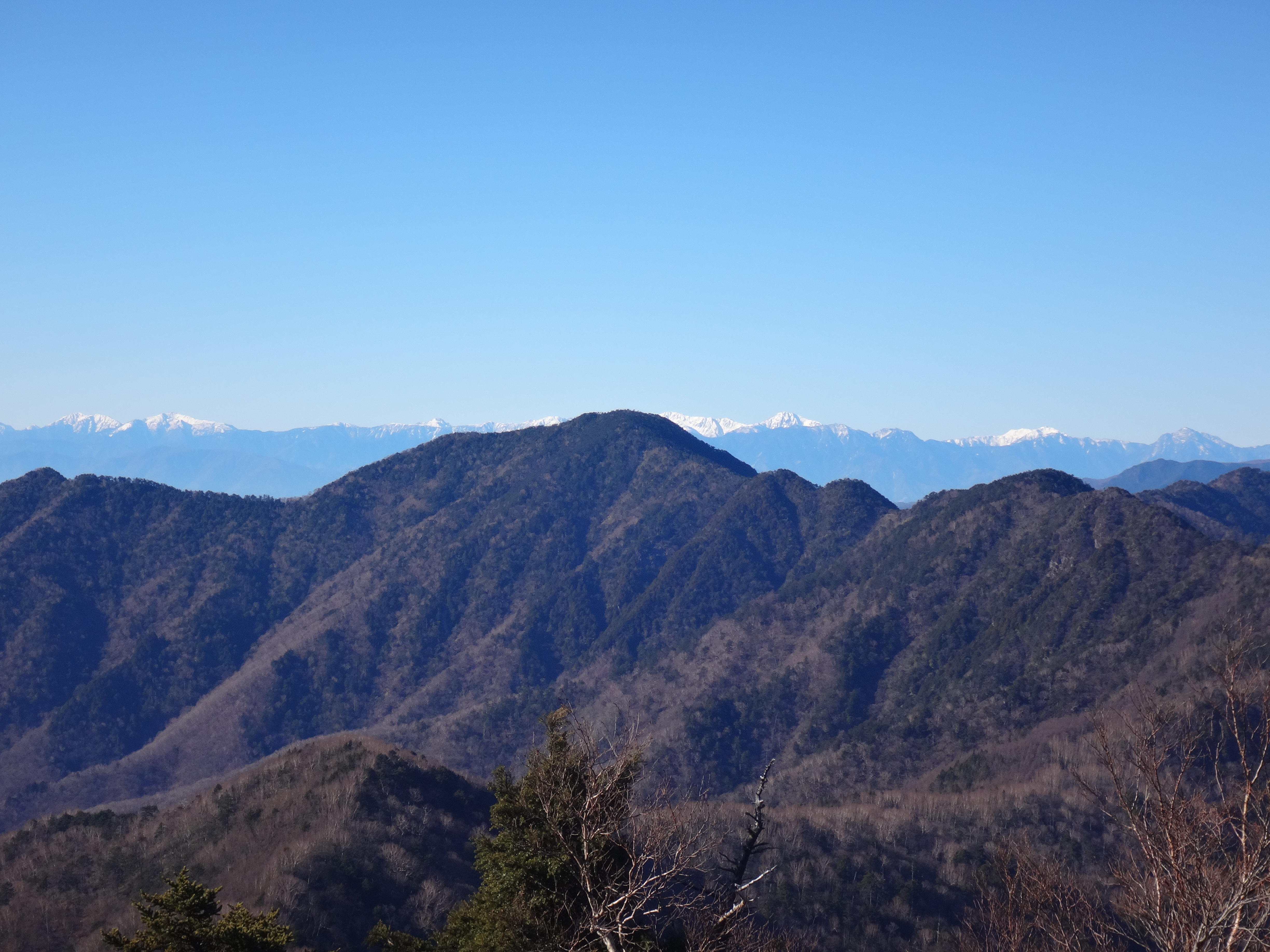
雲取山眺望飛龍山（日语：飛竜山）與南アルプス
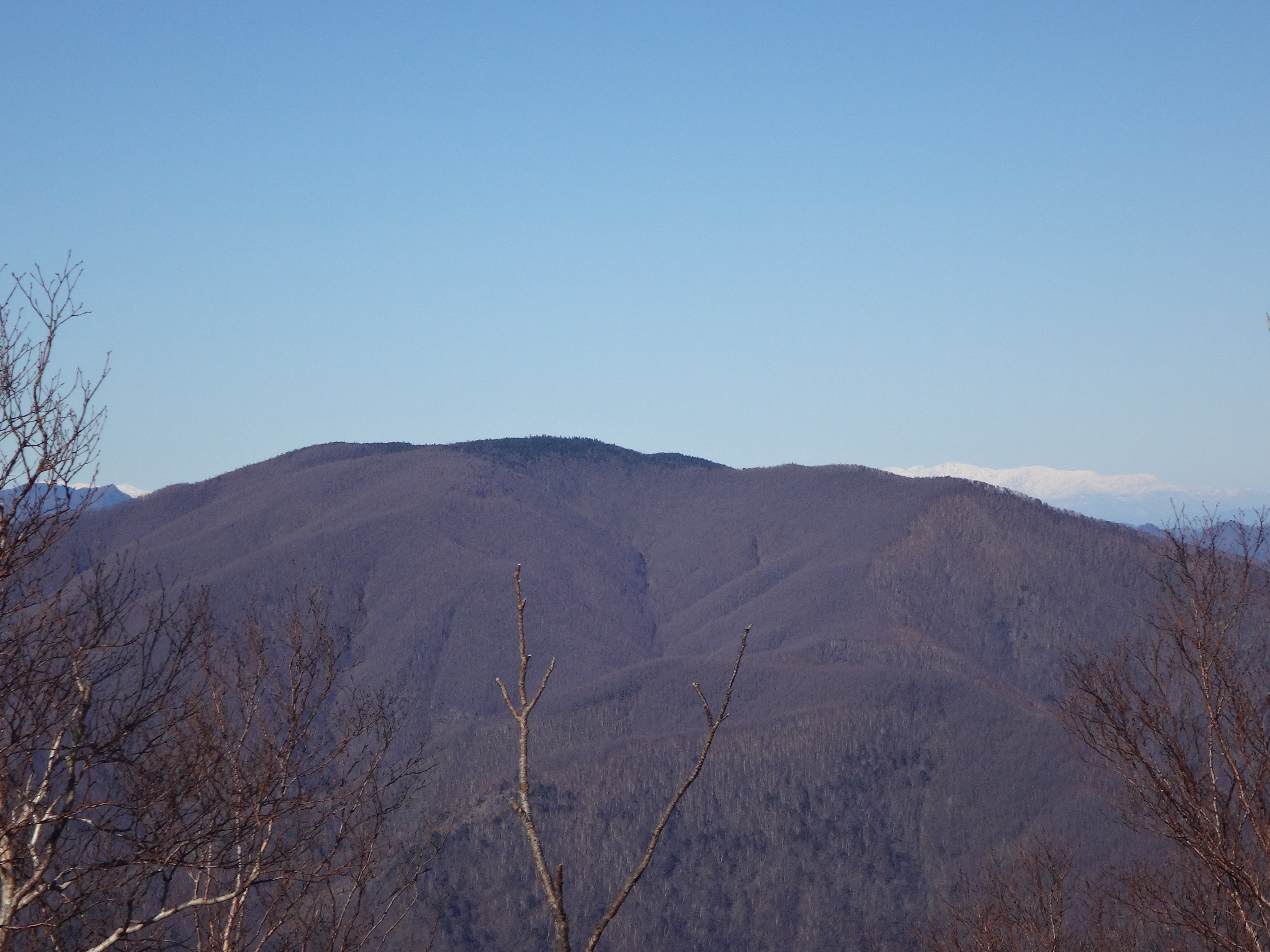
雲取山眺望和名倉山（日语：和名倉山）與白馬岳（右後）
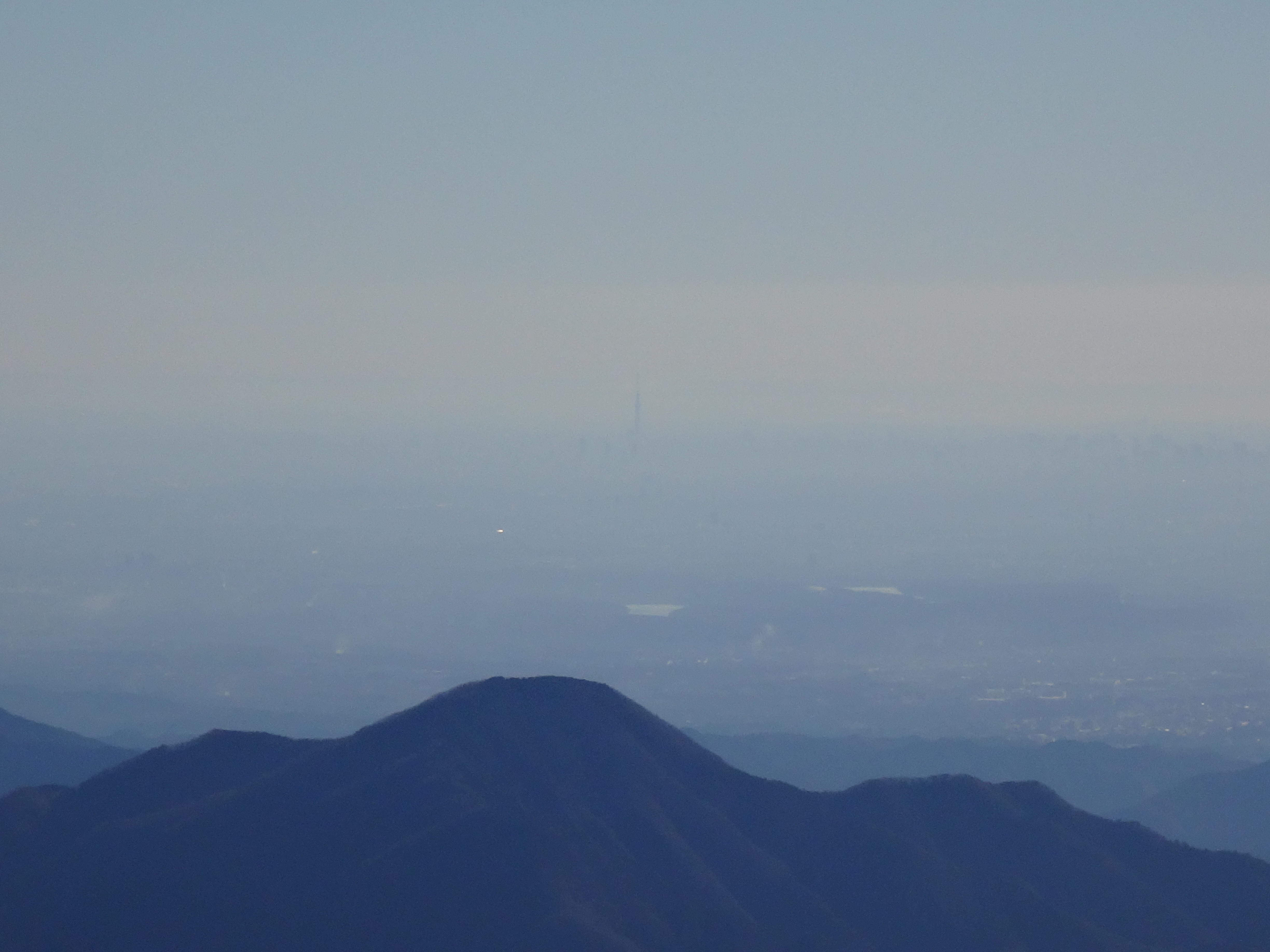
雲取山眺望東京晴空塔
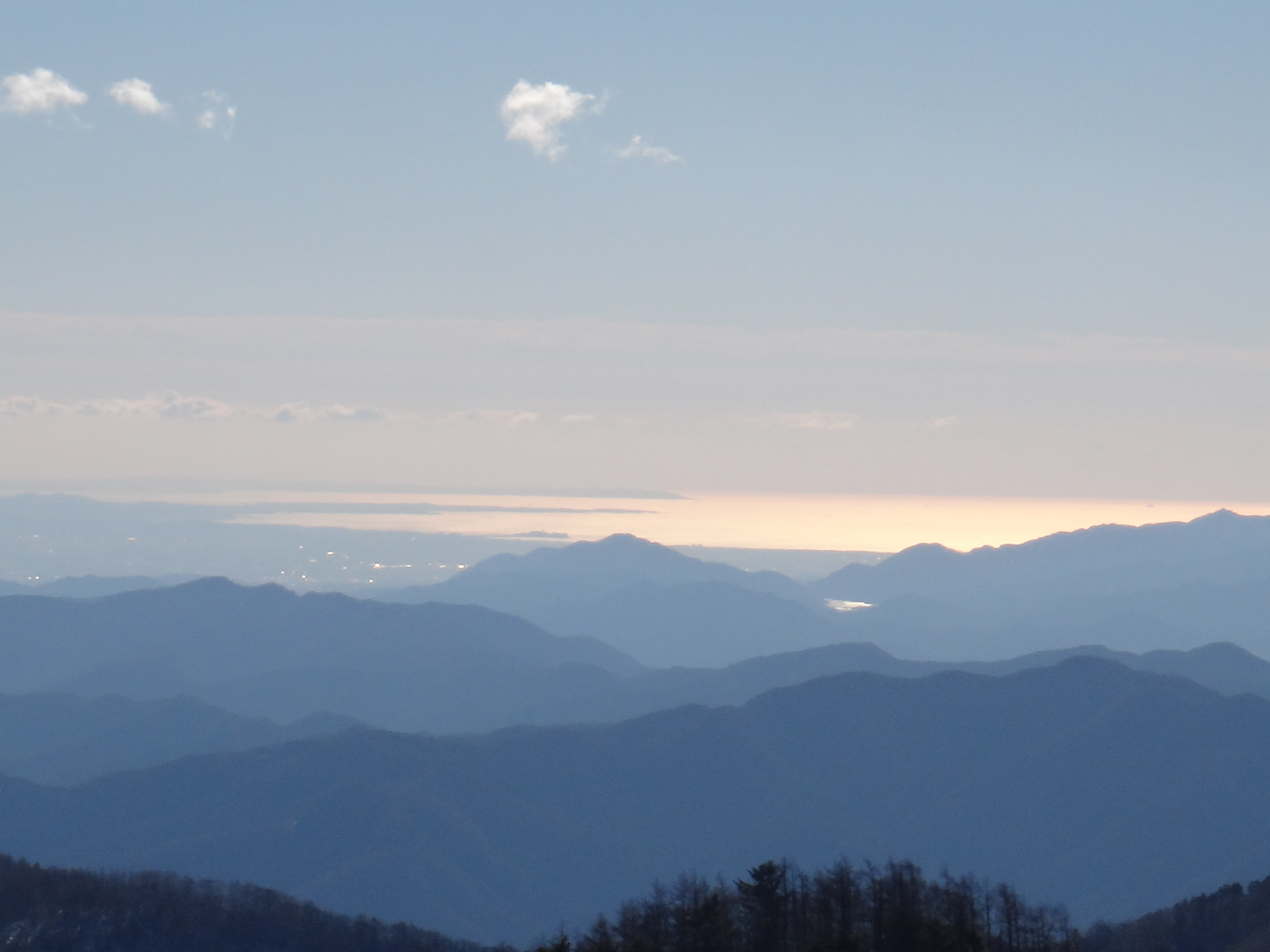
雲取山眺望江之島
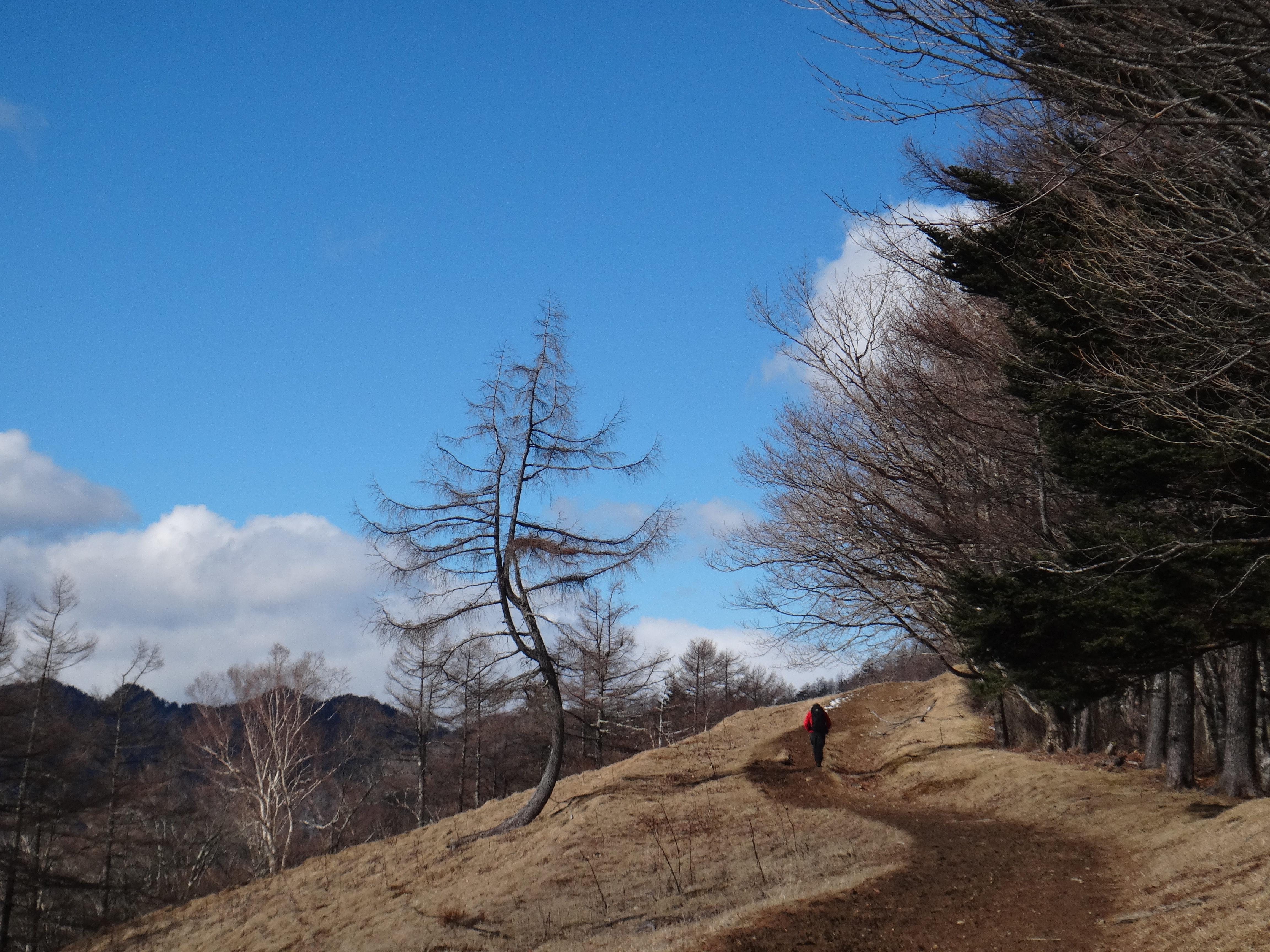
石尾根（七石山（日语：七ツ石山）北側）
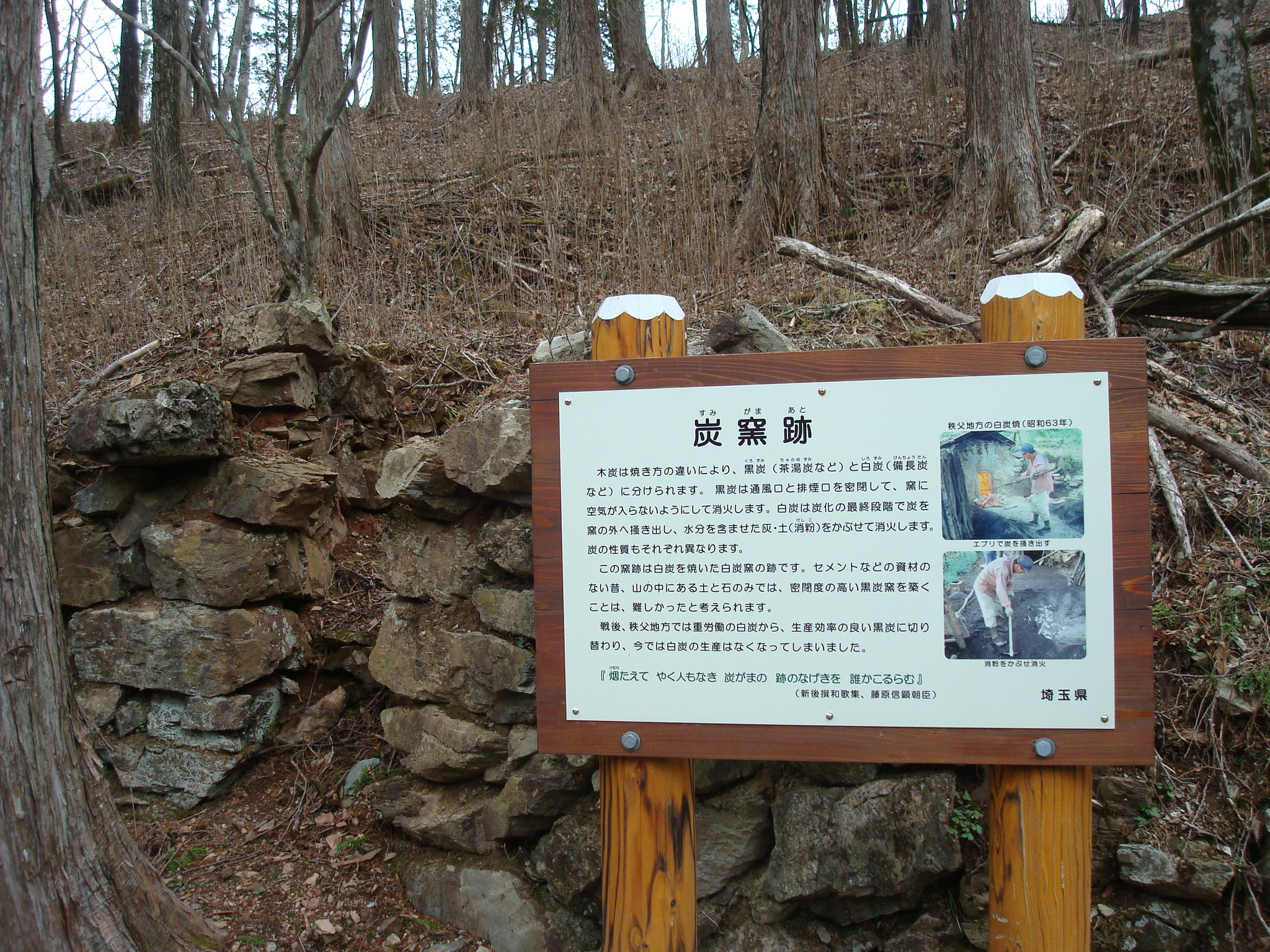
三峯神社（日语：三峯神社）與雲取山之間的炭窯遺跡